# 2e Legerkorps (Canada)

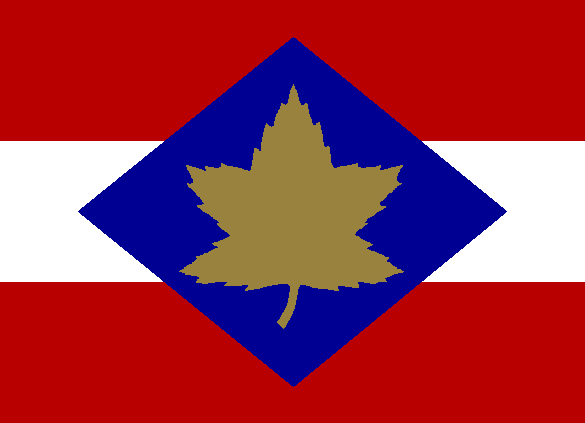
Het onderdeels-symbool ter identificatie van voertuigen in gebruik bij eenheden op korps-niveau.

Het 2e Canadese Legerkorps was een legerkorps, dat samen met het Britse 1e Korps (1 augustus 1944 - 1 april 1945) en het Canadese 1e Korps (6 april 1943 - november 1943 en 1 april 1945 - zomer 1945), deel uitmaakte van het Canadese 1e Leger gedurende de strijd in Noordwest-Europa tijden de Tweede Wereldoorlog.
Formele toestemming voor de oprichting van de eenheid in Engeland kwam op 14 januari 1943. Van 4 tot 12 maart 1943 nam het nieuwe legerkorps deel aan de grootschalige oefening "Spartan" in Zuidoost-Engeland. Deze oefening bracht de nodige zwakke punten aan het licht bij zowel het Canadese 2e Korps als het Canadese 1e Leger. Dit leidde tot verschillende wisselingen onder de commandanten van de verschillende eenheden in de periode daarna.
De eerste commandant van het Canadese 2e korps was luitenant-generaal Ernest William Sansom die op 15 januari 1943 het commando op zich nam. Bezorgdheid over zijn leiderskwaliteiten en gezondheid leidden tot zijn vervanging door luitenant-generaal Guy Simonds op 29 januari 1944. Simonds leidde het korps gedurende de rest van zijn bestaan. Op 5 mei 1945, in Bad Zwischenahn, accepteerde Simonds de overgave van de Duitse troepen tegenover het 2e Korps bij het einde van de oorlog. Het korps werd op 25 juni 1945 op non-actief gezet, als onderdeel van de algemene demobilisatie.
Het 2e Korps opende zijn eerste tactische hoofdkwartier in Normandië in Amblie op 29 juni 1944. Het hoofdkwartier werd volledig operationeel op 7 juli toen de Canadese 2e infanteriedivisie arriveerde in Frankrijk. De Canadese 3e infanteriedivisie en de Canadese 3e Pantserbrigade werden ook toegevoegd aan het Korps, na eerst als onderdeel van het Britse 1e Korps deelgenomen te hebben aan de landingen op Juno Beach. De Canadese 4e Pantserdivisie was de derde Canadese divisie die deel uitmaakte van het Korps. Gedurende het grootste deel van de campagne in Noordwest-Europa maakte ook de Poolse 1e Pantserdivisie deel uit van het Korps.
Ondanks dat het Korps formeel een Canadese eenheid was, waren op verschillende tijden ook eenheden van andere geallieerde landen bij het Korps ingedeeld. Behalve de reeds eerder genoemde Poolse 1e Pantserdivisie waren dat onder meer de 1e Infanteriebrigade (België) (Brigade Piron), de Prinses Irene Brigade en de 51e (Hoogland) Infanteriedivisie.

## Belangrijke operaties

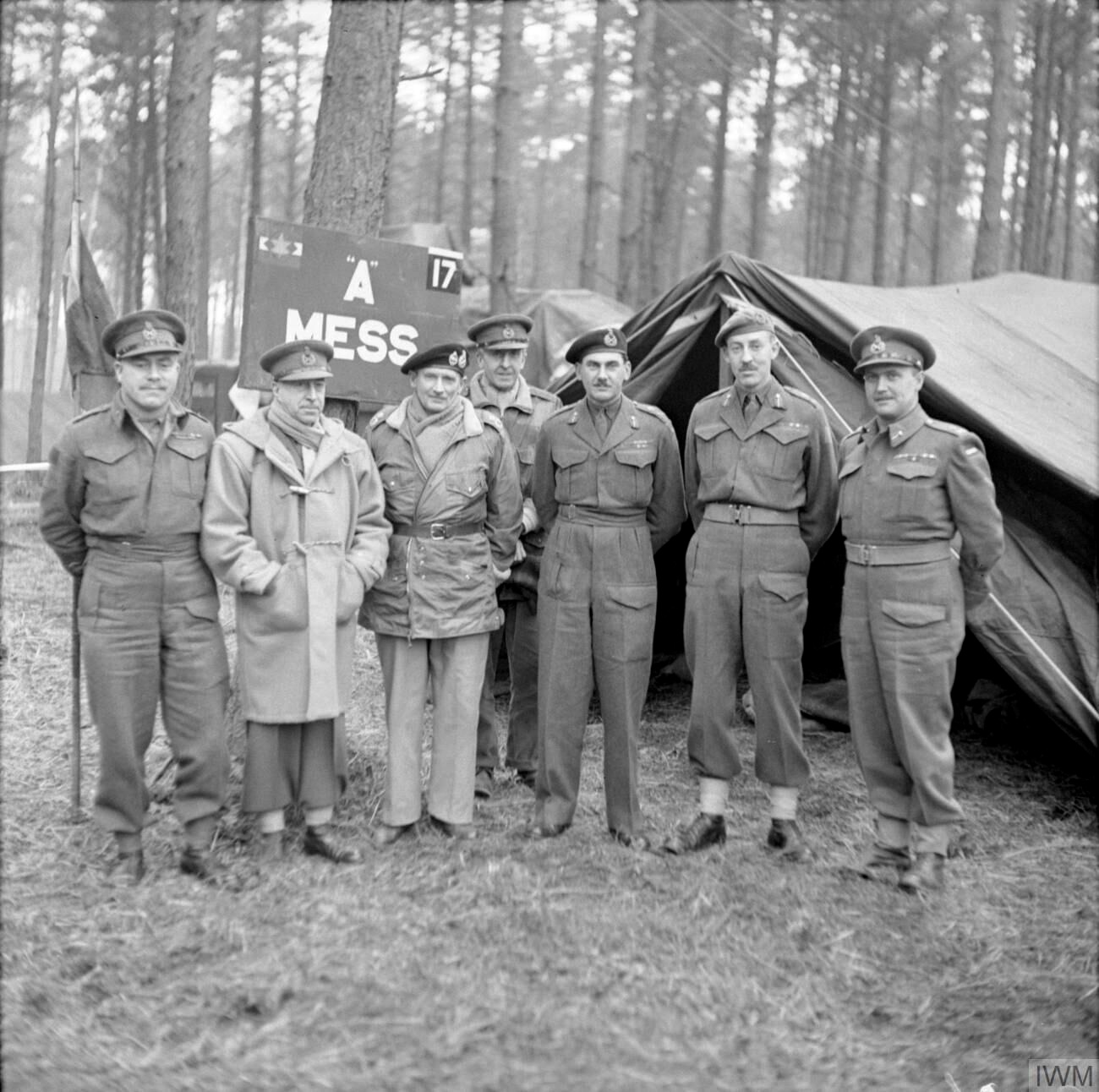
Van links naar rechts: Generaal-major C. Vokes (Canadese 4e Pantserdivisie), Generaal H.D.C. Crerar (Commandant Canadese 1e Leger), Veldmaarschalk Sir Bernard L. Montgomery (Britse 21e Legergroep), luitenant-generaal B.G. Horrocks (Britse 30e Korps, toegevoegd aan het Canadese 1e Leger), luitenant-generaal G.C. Simonds (Canadese 2e Korps), generaal-majoor D.C. Spry (Canadese 3e Infanteriedivisie) en generaal-majoor A.B. Matthews (Canadese 2e Infanteriedivisie)

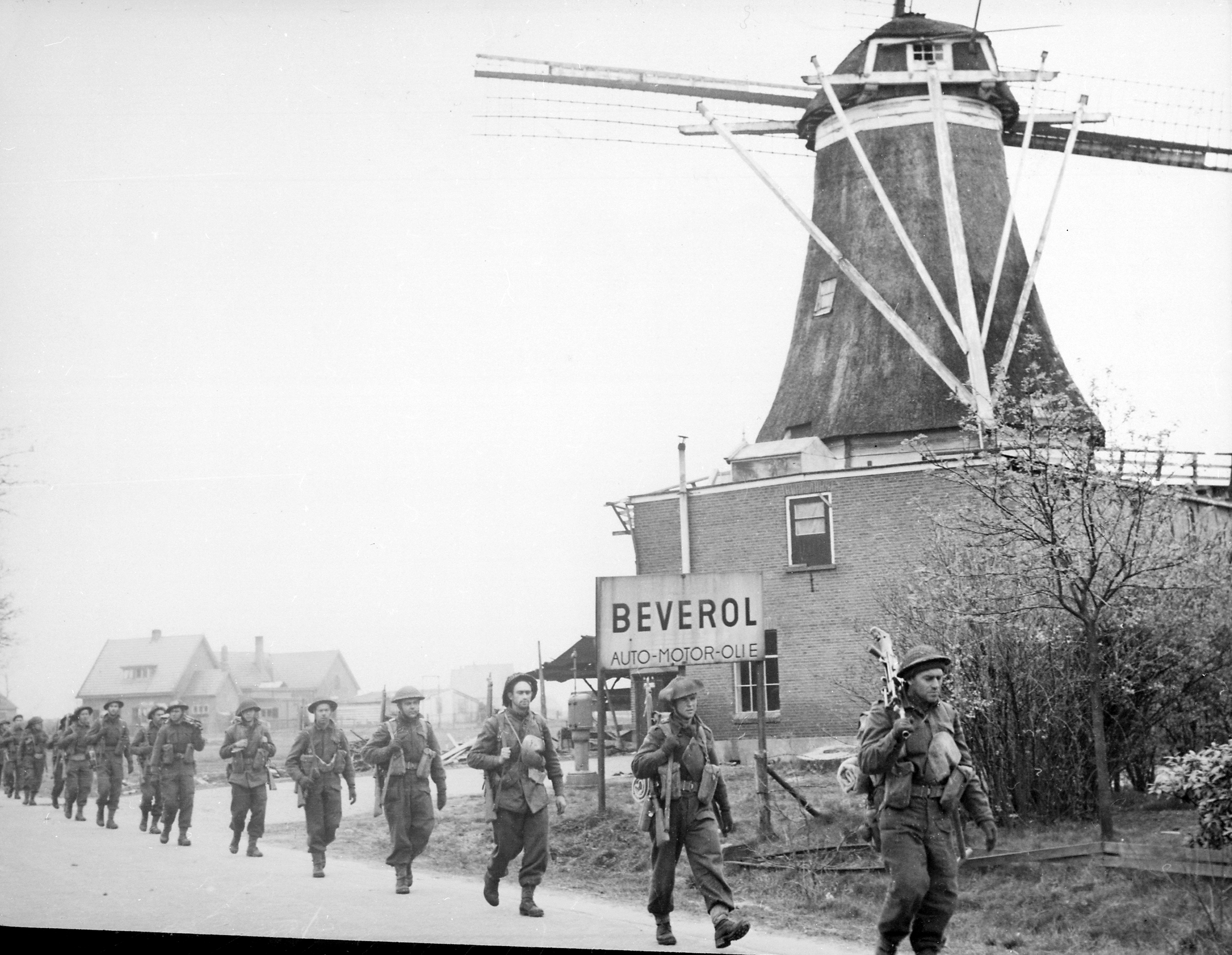
9 april: Canadese troepen in Rijssen-Holten

Het Canadese 2e Korps was betrokken bij gevechtsoperaties in Noordwest-Europa vanaf juli 1944 tot de wapenstilstand in mei 1945. Tijdens de Slag in Normandië werd het Korps gebruikt als speerpunt bij de Brits-Canadese opmars naar Caen en Falaise. Met de definitieve afsluiting van de Zak van Falaise op 23 augustus 1944 werden de overgebleven Duitse troepen in Noord-Frankrijk in het nauw gedreven. Een haastige terugtocht naar gefortificeerde posities in de havensteden langs Het Kanaal, in Noord-Vlaanderen en meer oostelijk nabij de Duitse grens met Frankrijk en België. Het Canadese 1e Leger vormde de linkerflank van de geallieerde legers en werd daardoor belast met het afgrendelen en veroveren van de door de Duitsers bezette havensteden langs het Kanaal in Noord-Frankrijk en België. Dieppe, Boulogne-sur-Mer, Calais, Cap Gris-Nez en Oostende werden alle in september veroverd door het 2e Korps. De verdedigingswerken van Duinkerke bleken zo sterk dat besloten werd de haven alleen te belegeren en niet te bestormen.
Antwerpen was al op 4 september veroverd door het Britse 2e Leger, maar de grote havenfaciliteiten waren nutteloos zolang de Duitsers de oevers van de Westerschelde in handen hadden. Als speerpunt van het Canadese 1e Leger was het 2e Korps sterk betrokken in de Slag om de Schelde
Na de Slag om de Schelde was het 2e Korps betrokken bij de gevechten om de Duitse troepen te verdrijven uit Gelderland en Overijssel terug naar Duitsland en het vrijmaken van de Rijn. In de laatste fase van de oorlog trok het Canadese 2e Korps naar de noorden en bevrijdde Drenthe, Friesland en Groningen. Op 5 mei 1945 ontving luitenant-generaal Simonds de overgave van de Duitse troepen in Noord-Duitsland.
Normandië
- Operatie Atlantic, oversteken van de Orne en het veroveren van het gebied ten zuiden van Caen; 18-21 juli 1944
- Operatie Spring, het veroveren van het gebied ten zuiden van Caen; 15 - 28 juli 1944
- Operatie Totalize, het veroveren van de hoogte van Verrières; 8 - 13 augustus 1944
- Operatie Tractable, Zak van Falaise; 14 - 21 augustus 1944

Kanaalkust
- Operatie Wellhit, verovering van Boulogne-sur-Mer; 17 - 22 september 1944
- Operatie Undergo, verovering van Calais' 25 - 30 september 1944

Slag om de Schelde
- Operatie Switchback, vrijmaken van het gebied ten noorden van het Albertkanaal, België, tot de zuidoever van de Westerschelde; 6 oktober - 3 november 1944
- Operatie Vitality, verovering van Zuid-Beveland en opmars naar Walcheren; 24 oktober - 3 november 1944
- Operatie Infatuate, verovering van Walcheren; 2 - 5 november 1944

Duitsland
- Operatie Veritable, via het Reichswald naar de Rijn; 8 februari - 11 maart 1945
- Operatie Blockbuster, afronding van operatie Veritable en verovering van Xanten; 23 februari - 3 maart 1945

Noord
- Bevrijding van Groningen, 14 - 18 april 1945
- Operatie Duck, oversteek van de Eems en verovering van Leer en Oldenburg; 29 april - 4 mei 1945

## Commandanten
- Luitenant-generaal Ernest William Sansom (15 januari 1943 tot 29 januari 1944)
- Luitenant-generaal Guy Simonds (29 januari 1944 tot 25 juni 1945)

## Slagorde
- Canadese 2e Infanteriedivisie
- Canadese 3e Infanteriedivisie
- Canadese 4e Pantserdivisie

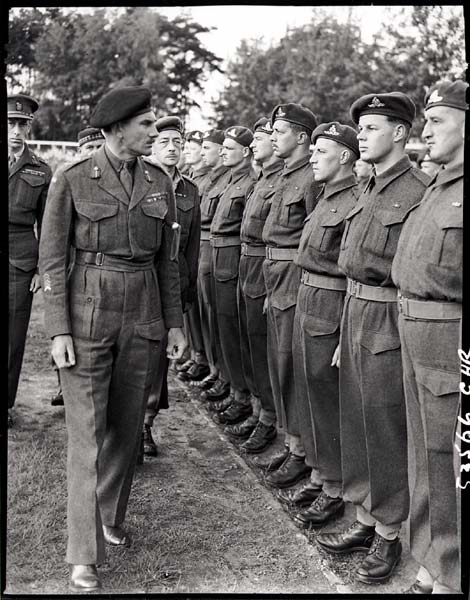
Luitenant-generaal Guy Simonds inspecteert het 2e Canadese Korps in Meppen, Duitsland op 31 mei 1945

- Poolse 1e Pantserdivisie, augustus 1944 - mei 1945
- 15e (Schotse) Infanteriedivisie, januari tot maart 1945
- 51e (Hoogland) Infanteriedivisie, augustus 1944
- Canadese 2e Pantserbrigade
- Britse 33e Pantserbrigade, augustus 1944, voor Operatie Totalize
- 1e Infanteriebrigade (België) (Brigade Piron), april 1945
- Prinses Irene Brigade, augustus 1944
- Tsjecho-slowaakse 1e Pantserbrigade, Beleg van Duinkerke

- Korpstroepen
  - II Canadian Corps Defence Company (Lorne Scots)
  - 6th Anti-Tank Regiment, Royal Canadian Artillery (RCA)
  - 2nd Survey Regiment, RCA
  - 8th Field Park Company, Royal Canadian Engineers (RCE)
  - 29th, 30th & 31st Field Companies, RCE
  - 2nd Drilling Company, RCE
  - II Canadian Corps Headquarters Signals, Royal Canadian Corps of Signals
  - No. 2 Corps Troops Company, Royal Canadian Army Service Corps (RCASC)
  - II Canadian Corps Transport Company, RCASC
  - Nos. 33 & 34 Transport Companies, RCASC
  - No. 2 Motor Ambulance Company, RCASC
  - No. 2 Headquarters Corps Car Company, RCASC
  - Nos. 2 & 3 Casualty Clearing Stations, Royal Canadian Army Medical Corps (RCAMC)
  - No. 6 Field Dressing Section, RCAMC
  - No. 8 Field Hygiene Section, RCAMC
  - unknown Dental Companies, Canadian Dental Corps (CDC)
  - No. 12 Base Dental Company, CDC
  - No. 2 Corps and Army Troops Sub-Park, Royal Canadian Ordnance Corps (RCOC)
  - II Corps Troops Workshop, Royal Canadian Electrical and Mechanical Engineers (RCEME)
  - Recovery Compani(es), RCEME
  - No. 13 Provost Company, Canadian Provost Corps (C Pro C)

- Toegevoegde eenheden van het Canadese 1e Leger
  - No. 2 Army Group Royal Canadian Artillery
    - 19th Army Field Regiment, RCA
    - 3rd Medium Regiment, RCA
    - 4th Medium Regiment, RCA
    - 7th Medium Regiment, RCA

  - "E" Squadron, 25th Canadian Armoured Delivery Regiment (The Elgin Regiment), Canadian Armoured Corps